# Cilunculus galeritus
Cilunculus galeritus är en havsspindelart som beskrevs av Nakamura, K. och C.A. Child 1991. Cilunculus galeritus ingår i släktet Cilunculus och familjen Ammotheidae. Inga underarter finns listade i Catalogue of Life.